# Lambert von Ardres
Lambert von Ardres (* um 1160; † 1227) war ein französischer Chronist des 12. Jahrhunderts. Er war Pfarrer in Ardres unweit Calais und ist der Autor einer höfischen Chronik, die zu den ausgeschmücktesten Nordfrankreichs zählt.
Diese Chronik, die Historia comitum Ghisnensium, erzählt die Geschichte der Grafen von Guînes und Herren von Ardres. Sie enthält darüber hinaus Sagen und höfische Überlieferungen. Er begann mit ihrer Niederschrift zwischen 1194 und 1198 und stellte sie 1203 fertig. Das Werk wurde 1855 unter dem Titel Chronique de Guines et d’Ardre von Denis-Charles Godefroy-Ménilglaise erstmals veröffentlicht.

## Werke
- Lamberti Ardensis historia comitum Ghisnensium, hrsg. von Johannes Heller in MGH Scriptores 24 (1879), S. 550–642 .
- The history of the counts of Guines and lords of Ardres hrsg. von Leah Shopkow, Philadelphia 2007, ISBN 978-0-8122-1996-8.